# Heterusia latissima
Heterusia latissima là một loài bướm đêm trong họ Geometridae.